# Daqing
Daqing é uma cidade da província de Heilongjiang, na China. Localiza-se no nordeste do país. Tem cerca de 1139 mil habitantes. A cidade nasceu após o início da exploração, em 1959, das reservas petrolíferas da zona. Foi oficialmente criada em 1979.

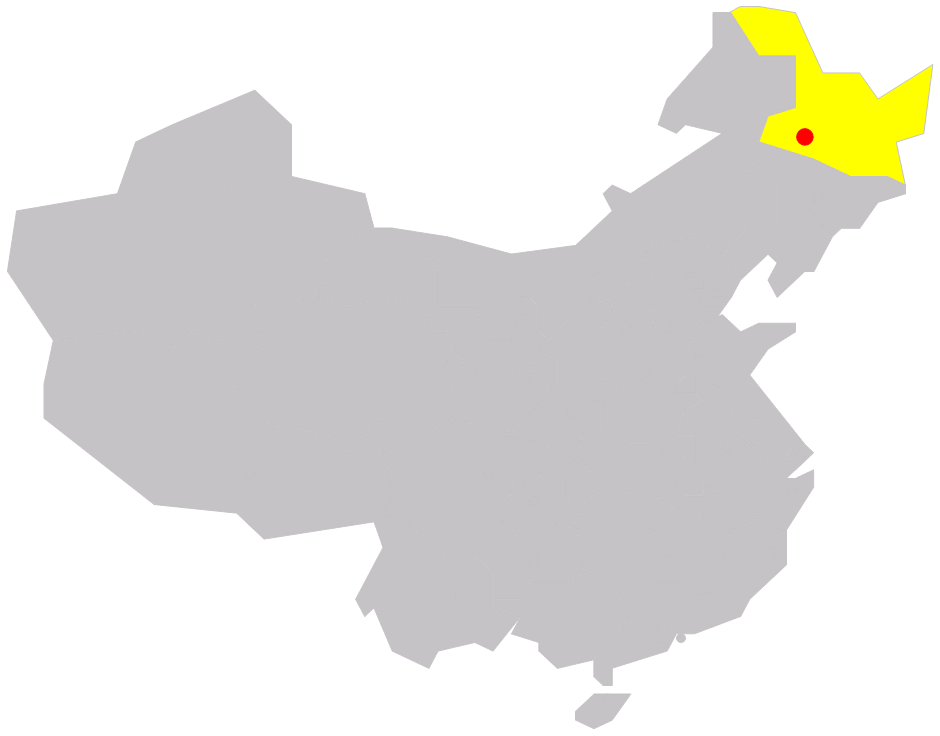
Localização de Daqing na China

## Subdivisões

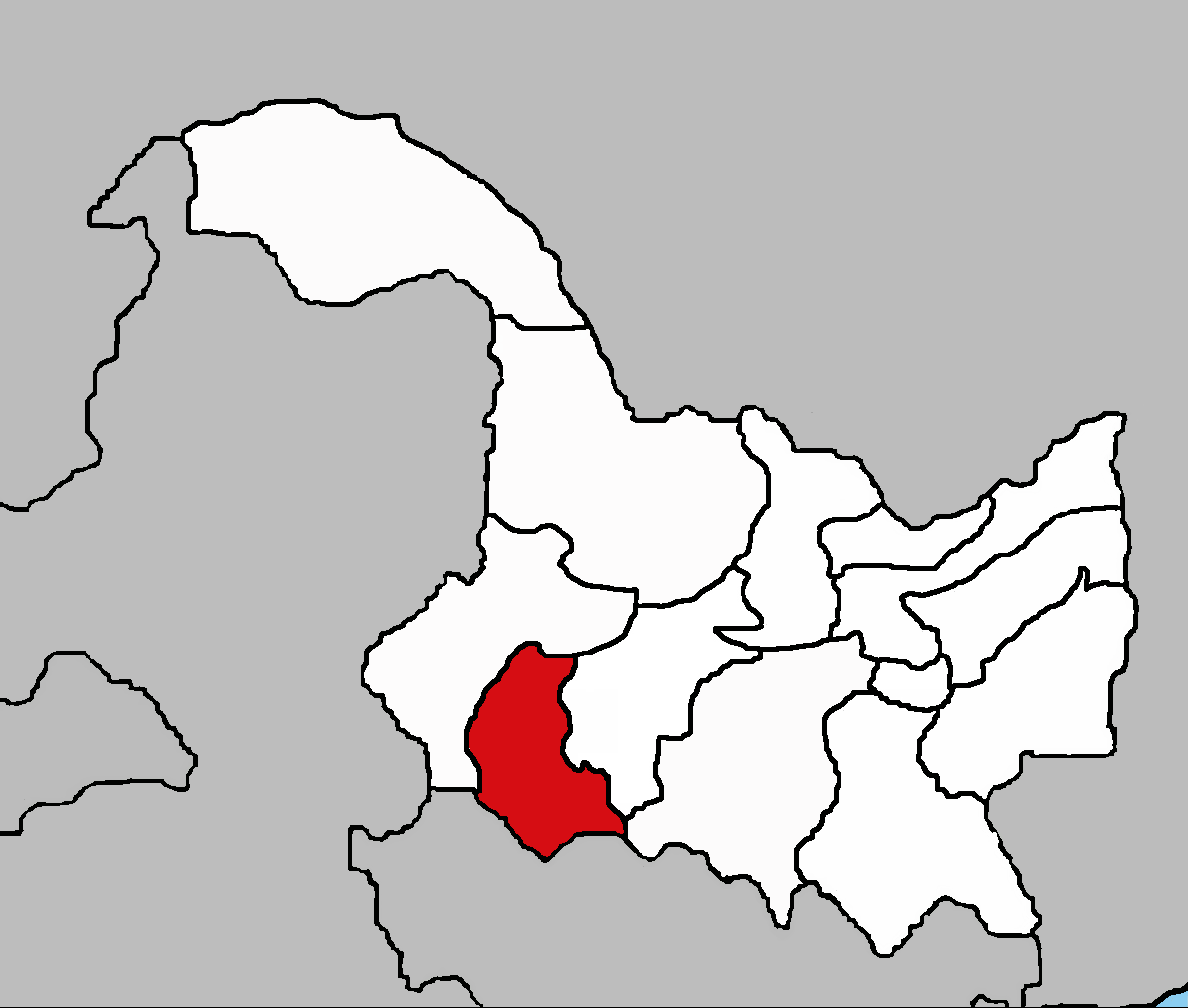
Localização de Daqing em Heilongjiang

|                            | Chinês   | Área (km²) | População |
| -------------------------- | -------- | ---------- | --------- |
| Distritos                  |          |            |           |
| Distrito de Datong         | 大同区   | 2 235      | 250 000   |
| Distrito de Honggang       | 红岗区   | 812        | 130 000   |
| Distrito de Longfeng       | 龙凤区   | 510        | 160 000   |
| Distrito de Ranghulu       | 让胡路区 | 1 394      | 380 000   |
| Distrito de Sairt          | 萨尔图区 | 549        | 260 000   |
| Condados                   |          |            |           |
| Condado de Lindian         | 林甸县   | 3 591      | 270 000   |
| Condado de Zhaoyuan        | 肇源县   | 4 198      | 450 000   |
| Condado de Zhaozhou        | 肇州县   | 2 445      | 440 000   |
| Condado Autônomo           |          |            |           |
| Condado Autônomo de Dorbod | 杜尔伯特 | 6 427      | 250 000   |